# Guerra subterránea

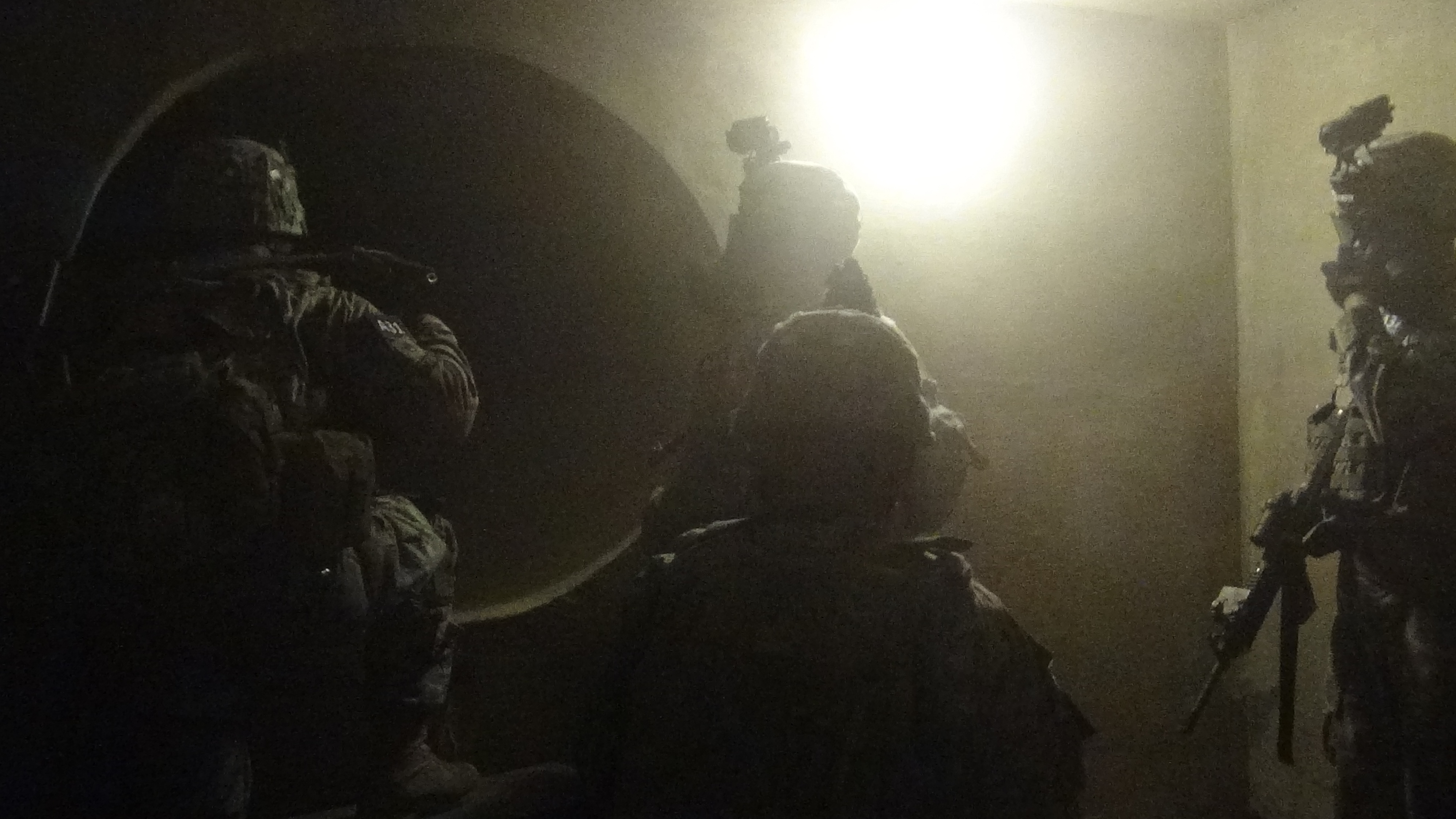
Soldados del ejército de los Estados Unidos entrenándose para la guerra subterránea en 2013

La guerra subterránea es el conflicto militar que se desarrolla debajo de la superficie del suelo. Tiene lugar predominantemente en túneles y cavidades subterráneas, tanto naturales (cuevas) como artificiales alcantarillados, sistemas de metro y túneles).
Las instalaciones militares subterráneas desempeñan un papel clave en muchas naciones y existen más de 10.000 en todo el mundo. Como tal, la guerra subterránea es un componente casi inevitable de los conflictos modernos. 
Los combatientes a menudo se mueven y organizan en túneles para contrarrestar la superioridad a la que enfrentan cuando combaten a un enemigo que tiene, por ejemplo, el dominio aéreo. Los entornos subterráneos generalmente protegen de ataques de superficie y aéreos, y también son generalmente oscuros, cerrados, laberínticos y bien protegidos, lo que dificulta que incluso fuerzas experimentadas puedan luchar eficazmente en ellos. 
El refugio subterráneo es un dispositivo de defensa que permite reequilibrar el balance de poder (o incluso invertirlo) durante la guerra asimétrico moderno, permitiéndole a los combatientes subterráneos ganar tiempo sin comprometer muchos recursos, e incluso dándoles la posibilidad de regenerarse una vez finalizado el enfrentamiento. 
En su obra La Guerre souterraine, Jérôme y Laurent Triolet se interesaron por varios ejemplos de refugios subterráneos y sus especificidades: los matamir en Capadocia del siglo VII al XV, los refugios medievales del oeste de Francia del siglo XII al XVI, los muches del noreste de Francia del siglo XV al XVIII, el dì dào del Viet Cong en el sudeste asiático durante la segunda mitad del siglo XX, las cuevas argelinas en los siglos XIX y XX, los altos complejos montañosos afganos de finales del siglo XX y principios del XXI, los túneles del Líbano y Palestina actuales. "Detrás de esta asombrosa diversidad, descubriremos que se esconde un fenómeno de unidad formidable." Al compararlos, identifican una tendencia, una función principal común: los refugios subterráneos permiten escapar de un enemigo más poderoso en la superficie y obligarlo a ponerse en una posición de debilidad en un entorno desconocido. En una lucha que enfrenta inicialmente a los débiles contra los poderosos, el refugio subterráneo permite sacudir –o incluso invertir– el equilibrio de poder. Esta tendencia, sin embargo, no está del todo unificada: a partir del siglo XVIII, la evolución social y la industrialización socavaron la eficacia del refugio subterráneo, al menos inicialmente. La guerra subterránea cambia entonces parcialmente de naturaleza y ahora se enfrenta a un nuevo tipo de guerra: guerra tecnológicamente armada. Así, la guerra de posición se metamorfosea en una guerra de movimiento, los defensores se entierran con fines ofensivos, el enfrentamiento se desarrolla en el tiempo, el objetivo del combate ya no es la toma de la fortaleza que está bajo tierra, las armas tecnológicas van bajo tierra. 

## Historia

### Antigua Grecia
El historiador griego Polibio, en sus Historias, da un relato gráfico de la minería y la contraminería durante el asedio romano de Ambracia:

Los etolios... ofrecieron una valiente resistencia al asalto de las máquinas de asedio y los romanos, por lo tanto, desesperados, recurrieron a minas y túneles. Habiendo asegurado la central de sus tres obras, cubrieron cuidadosamente el pozo con pantallas de cañas, erigieron frente a él un camino cubierto o estoa de unos doscientos pies de largo, paralelo a la pared; y comenzando a cavar desde allí, lo llevaron incesantemente día y noche, trabajando en relevos. ... Durante un número considerable de días los sitiados no descubrieron que llevaban la tierra a través del pozo, pero cuando el montón de tierra así sacado llegó a ser demasiado alto para ocultarlo a los que estaban dentro de la ciudad, los comandantes de la guarnición sitiada se dispusieron a trabajar intensamente cavando una trinchera en su interior, paralela a la muralla y a la estoa que daba a las torres, y cuando la trinchera tuvo la profundidad requerida, colocaron en fila a lo largo del lado de la trinchera más cercano a la muralla una serie de vasijas de bronce. muy delgadas, y mientras caminaban por el fondo de la trinchera pasando junto a ellas, escuchaban el ruido de las excavaciones de afuera, habiendo marcado el lugar indicado por cualquiera de estas vasijas de bronce, que eran extraordinariamente sensibles y vibraban con el sonido exterior, comenzaron a cavar desde dentro, en ángulo recto con la trinchera, otro túnel que pasaba por debajo del muro, calculado de modo que alcanzara exactamente el túnel enemigo. Esto se logró pronto, porque los romanos no sólo habían llevado su mina hasta el muro, sino que pero había apuntalado una longitud considerable a ambos lados de su mina, y así las dos partes se encontraron cara a cara.

Luego, los etolios contrarrestaron la mina romana con humo de plumas quemadas con carbón.
Otro uso extraordinario de la minería de asedio en la antigua Grecia fue durante el asedio de Felipe V de Macedonia a la pequeña ciudad de Prinassos, según Polibio, "el terreno alrededor de la ciudad era extremadamente rocoso y duro, haciendo prácticamente imposible cualquier asedio minero. Sin embargo, Filipo ordenó a sus soldados durante la noche que recogieran tierra de otros lugares y la arrojaran toda a la entrada del túnel falso, haciendo que pareciera que los macedonios casi habían terminado de completar los túneles. Las murallas de la ciudad fueron derribadas y los ciudadanos se rindieron sin demora." 
Polibio también describe a los seléucidas y partos empleando túneles y contratúneles durante el asedio de Sirynx. 

### Roma
Las fuentes más antiguas conocidas sobre el empleo de túneles y trincheras para la guerra de guerrillas son romanas. Después de la rebelión de los bátavos, las tribus insurgentes pronto comenzaron a cambiar las prácticas defensivas, pasando de ser únicamente fortalezas locales a aprovechar la ventaja de un terreno más amplio. Se cavaron trincheras ocultas para prepararse para ataques sorpresa, conectadas mediante túneles para un respaldo seguro.  En acción, a menudo se utilizaban barreras para impedir que el enemigo los persiguiera.
Las legiones romanas que entraban en el país pronto aprendieron a temer esta guerra, ya que las emboscadas a las columnas en marcha causaban un gran número de bajas. Por lo tanto, se acercaron con mucho cuidado a las zonas posiblemente fortificadas, dando tiempo para evaluarlas, reunir tropas y organizarlas. Cuando los propios romanos estaban a la defensiva, el gran sistema de acueductos subterráneo se utilizó para defender Roma, así como para evacuar a los líderes que huían.
Los refugios de Simón bar Kojba, fueron escondites subterráneos creados por los rebeldes judíos y sus comunidades de la Sefelá (tierras bajas de Judea) y la Baja Galilea mientras se preparaban para la rebelión de Bar Kojba, y al menos los de Judea se utilizaron realmente durante los combates. Las cuevas naturales también se utilizaban como escondites.  Los escondites artificiales y los refugios en los acantilados eran espacios excavados en la roca, conectados entre sí por pasadizos bajos y estrechos.  Con el tiempo los romanos entendieron que debían hacerse esfuerzos para dejar al descubierto estos túneles. Una vez que se descubría una entrada, se encendía fuego, ya fuera para ahuyentar a los rebeldes o para asfixiarlos hasta la muerte. 

Pasos sucesivos de relleno de la muralla en Dura-Europos. Según Kraeling, 1956.

Se han desenterrado pruebas bien conservadas de operaciones mineras y contramineras en la fortaleza de Dura Europos, que cayó en manos de los sasánidas en 256/7 d. C. durante las Guerras romano-sasánidas. Si bien no hay ningún registro escrito del asedio sasánida de Dura Europos. Sin embargo, los arqueólogos han descubierto pruebas sorprendentes de cómo progresó el asedio. 
Sapor I ordenó a sus ingenieros que socavaran lo que los arqueólogos llamaron la Torre 19, dos torres al norte de la Puerta Palmirena. Cuando los romanos se dieron cuenta de la amenaza, cavaron una contramina con el objetivo de enfrentar el esfuerzo persa y atacarlos antes de que pudieran terminar su trabajo. Los persas ya habían cavado complejas galerías a lo largo de la muralla cuando la contramina romana llegó hasta ellos. Consiguieron rechazar el ataque romano, y cuando los defensores de la ciudad notaron la huida de los soldados de la contramina, ésta fue rápidamente sellada. Los heridos y rezagados quedaron atrapados en el interior, donde murieron. (Fueron las monedas encontradas con estos soldados romanos las que fecharon el asedio en el año 256 d. C.). La contramina tuvo éxito, ya que los persas abandonaron sus operaciones en la Torre 19.
A continuación, los sasánidas atacaron la Torre 14, la más al sur del muro occidental. Daba a un profundo barranco hacia el sur y fue desde esa dirección que fue atacado. Esta vez la operación minera tuvo un éxito parcial, ya que provocó el hundimiento de la torre y los muros adyacentes. Sin embargo, la contramedida romana reforzó el muro y evitó que se derrumbara.
Esto provocó un tercer intento de romper la muralla de la ciudad. Se levantó una rampa atacando la Torre 14; pero, mientras se construía y la guarnición luchaba para detener el avance de la rampa, se inició otra mina cerca de la rampa. Su propósito no era provocar el derrumbe de la muralla (el contrafuerte había tenido éxito), sino pasar por debajo y penetrar en la ciudad. Este túnel se construyó para permitir que los persas, de cuatro en fondo, pudieran atravesarlo. Finalmente atravesó el terraplén interior y, cuando se completó la rampa, llegó el fin de Dura. Mientras las tropas persas cargaban por la rampa, sus homólogos en el túnel habrían invadido la ciudad con poca oposición, ya que casi todos los defensores habrían estado en la muralla, intentando repeler el ataque desde la rampa. Luego la ciudad fue abandonada y su población deportada.
El asedio se destacó por el uso temprano de armas químicas por parte del ejército persa atacante. Durante el asedio, los atacantes excavaron varias minas subterráneas debajo de las murallas de la ciudad. Los romanos cavaron túneles para llegar a las minas y luchar contra los excavadores bajo tierra. En uno de esos túneles, cuando los romanos irrumpieron en el túnel sasánida, los excavadores encendieron una mezcla de azufre y brea, produciendo una nube de gas venenoso, dióxido de azufre, que mató a 19 romanos y 1 persa,  uno de los cuales portaba una moneda fechada en 256, que permite datar el asedio. Los arqueólogos excavaron la escena en la década de 1930. En 2009, las pruebas mostraron la presencia de dióxido de azufre en el interior del túnel.    Un arqueólogo de la Universidad de Leicester sugirió que se encendían cristales de betún y azufre para crear gas venenoso, que luego se canalizaba a través del túnel mediante el uso de chimeneas y fuelles subterráneos.  Los soldados romanos habían estado construyendo una contramina y se cree que las fuerzas sasánidas liberaron el gas cuando la contramina romana rompió su mina. Se cree que el único soldado persa descubierto entre los cuerpos es el individuo que era responsable de liberar el gas y que murió como consecuencia de los efluvios. 

### China
La minería fue un método de asedio también utilizado en la antigua China desde al menos el período de los Reinos combatientes (481-221 a. C.) en adelante. Cuando los enemigos intentaban cavar túneles debajo de los muros para minar o entrar a la ciudad, los defensores empleaban la técnica Feng Shan Che (風扇車, un ventilador giratorio de manivela o usaban grandes fuelles para bombear humo hacia los túneles con el fin de asfixiar a los intrusos.  Pi Li Huo Qiu (霹靂火毬) era una bomba de humo venenosa que se utiliza junto con Feng Shan Che para expulsar o asfixiar a los excavadores enemigos. Conocida como Fan Shen Ku (翻身窟), era otra táctica de contraminería que consistía en cavar un contratúnel que pasara por encima del túnel enemigo. Tan pronto como dos túneles se superpusieran, los defensores cavarían pequeños agujeros de drenaje en el túnel de abajo y luego verterían una mezcla especial de heces humanas hirviendo, varios venenos, ingredientes apestosos y cal sobre los túneles enemigos que se encontraban debajo. El brebaje especial causaría lesiones e infecciones secundarias al exponer la piel, y llenaría el túnel con un hedor insoportable. 

### Edad Media

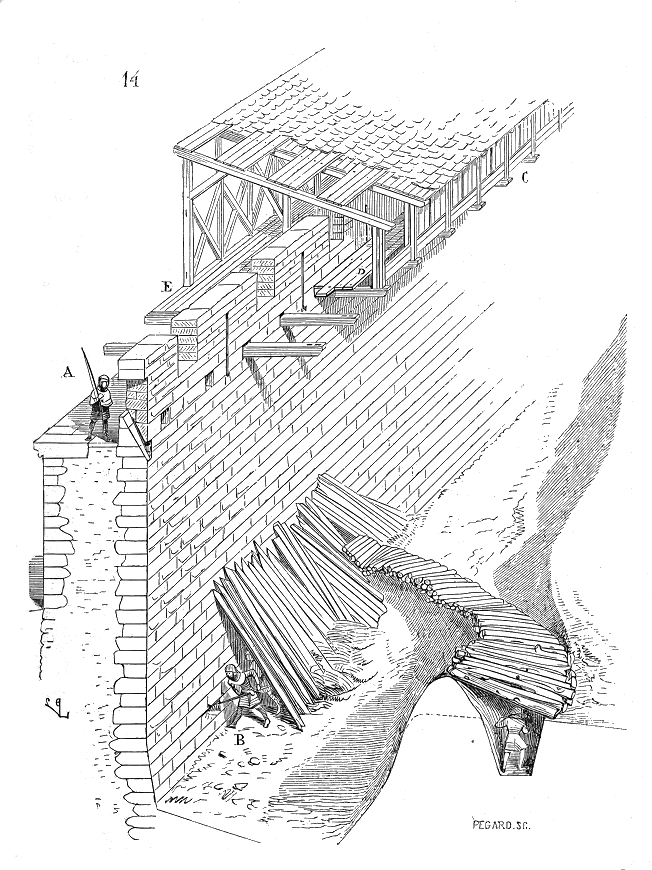
Zapador atacando la base de una cortina.

En la guerra durante la Edad Media, una "mina" era un túnel excavado para derribar castillos y otras fortificaciones. Los atacantes utilizaron esta técnica cuando la fortificación no estaba construida sobre roca sólida, desarrollándola como respuesta a los castillos construidos en piedra que no podían quemarse como los fuertes de madera de estilo anterior. Se excavaría un túnel debajo de las defensas exteriores para proporcionar acceso a la fortificación o para derrumbar los muros. Estos túneles normalmente estarían sostenidos por puntales de madera temporales a medida que avanzaba la excavación. En la cabecera del túnel se podía desplegar un escudo defensivo hecho de gaviones (o un mantelete). La actividad miltar originó el término "zapadores". Una vez completada la excavación, los atacantes derrumbarían el muro o la torre que estaba siendo socavada llenando la excavación con material combustible que, cuando se encendiera, quemaría los puntales dejando la estructura de arriba sin soporte y, por lo tanto, propensa a colapsar.
Una táctica relacionada con la minería es minar el muro, donde los ingenieros cavaban en la base del muro con palancas y picos. Pierre des Vaux de Cernay cuenta cómo en la batalla de Carcasona, durante la cruzada contra los albigenses, "después de que la parte superior de la muralla estuviera algo debilitada por los bombardeos de las petrarias,  nuestros ingenieros lograron, con gran dificultad, llevar un carro de cuatro ruedas, cubiertos de pieles de buey, cerca del muro, desde donde se pusieron a trabajar para minar el muro". 
Al igual que en el asedio de Carcasona, los defensores trabajaron para evitar el deterioro arrojando todo lo disponible sobre los atacantes que intentaron cavar debajo del muro. Una destrucción exitosa generalmente terminaba la batalla, ya que los defensores ya no podrían defender su posición y se rendirían, o los atacantes podrían ingresar a la fortificación y enfrentarse a los defensores en combate cuerpo a cuerpo.
Varios métodos resistieron o contrarrestaron el debilitamiento. A menudo, la ubicación de un castillo podía dificultar la minería. Los muros de un castillo podían construirse sobre roca sólida o sobre terreno arenoso o anegado, lo que dificultaba la excavación de minas. Se podía construir una zanja o foso muy profundo delante de los muros, como se hizo en el castillo de Pembroke, o incluso lagos artificiales, como se hizo en el castillo de Kenilworth. Esto hacía que fuera más difícil cavar una mina, e incluso si se abría una brecha, la zanja o el foso dificultan la explotación de la misma.
Los defensores también podrían cavar contraminas. Desde estas podrían luego cavar en los túneles de los atacantes y entrar en ellos para matar a los mineros o prender fuego a los puntales del pozo para colapsar el túnel de los atacantes. Alternativamente, podrían socavar los túneles de los atacantes y crear un camouflet  para colapsar los túneles de los atacantes. Finalmente, si se rompieran los muros, podrían colocar obstáculos en la brecha, como por ejemplo un caballos de Frisia. Las grandes fortalezas anilladas concéntricas, como el castillo de Beaumaris en Anglesey, fueron diseñadas de modo que los muros interiores proporcionaran una defensa adicional: si un atacante lograba traspasar los muros exteriores, entraría en un campo de exterminio entre los muros exteriores inferiores y los interiores.

### Empleo de la pólvora
En el siglo XV en Italia se produjo un cambio importante en el arte de la guerra de túneles con el desarrollo de la pólvora, ya que su uso reducía el esfuerzo necesario para socavar un muro y al mismo tiempo aumentaba la letalidad. Iván IV de Rusia tomó Kazán provocando explosiones de pólvora para socavar sus muros.
En muchas fortalezas se construyeron galerías antiminas, "túneles de audición" que se utilizaban para escuchar si se construían minas enemigas. A una distancia de unos cincuenta metros podrían utilizarse para detectar túneles. El Kremlin tenía, por ejemplo, esos túneles.
El general austríaco de origen italiano Raimondo Montecuccoli (1609-1680) en sus obras clásicas sobre asuntos militares describió métodos de destrucción y lucha contra la minería enemiga.   En su artículo sobre "el asalto a las fortalezas", Vauban (1633-1707), el creador de la Escuela Francesa de Fortificación, presentó una teoría del ataque con minas y cómo calcular la cantidad de pólvora necesaria para las explosiones.

### Guerra de Crimea
Ya en 1840 Eduard Totleben  y Schilder-Schuldner  se ocuparon de cuestiones de organización y realización de ataques subterráneos. Comenzaron a utilizar corriente eléctrica para interrumpir las cargas. Se desarrollaron instrumentos de perforación especiales de diseño complejo.
Durante el asedio de Sebastopol (1854-1855), los combates subterráneos alcanzaron grandes dimensiones. Al principio, los aliados comenzaron a excavar minas sin ninguna precaución. Después de una serie de explosiones provocadas por las actividades antiminas, los aliados aumentaron la profundidad de los túneles, pero comenzaron a encontrarse con terrenos rocosos y la guerra subterránea tuvo que regresar a niveles más altos. Durante el asedio, los zapadores rusos excavaron 6,8 kilómetros (4,2 mi) de minas y contraminas. Durante el mismo período los aliados excavaron 1,3 kilómetros (0,8 mi). Los rusos gastaron 12 toneladas de pólvora en la guerra subterránea, mientras que los aliados utilizaron 64 toneladas. Estas cifras muestran que los rusos intentaron crear una red más extensa de túneles y llevaron a cabo ataques mejor dirigidos con un uso mínimo de pólvora. Los aliados utilizaron mechas obsoletas, por lo que muchas cargas no explotaron. Las condiciones en los túneles eran duras: las velas de cera se apagaban a menudo, los zapadores se desmayaban debido al aire viciado, el agua subterránea inundaba los túneles y las contraminas. Los rusos rechazaron el asedio y comenzaron a cavar túneles bajo las fortificaciones aliadas. Los aliados reconocieron el éxito ruso en la guerra subterránea. El Times señaló que los laureles de este tipo de guerra debían ser para los rusos.

### Guerra de Secesión

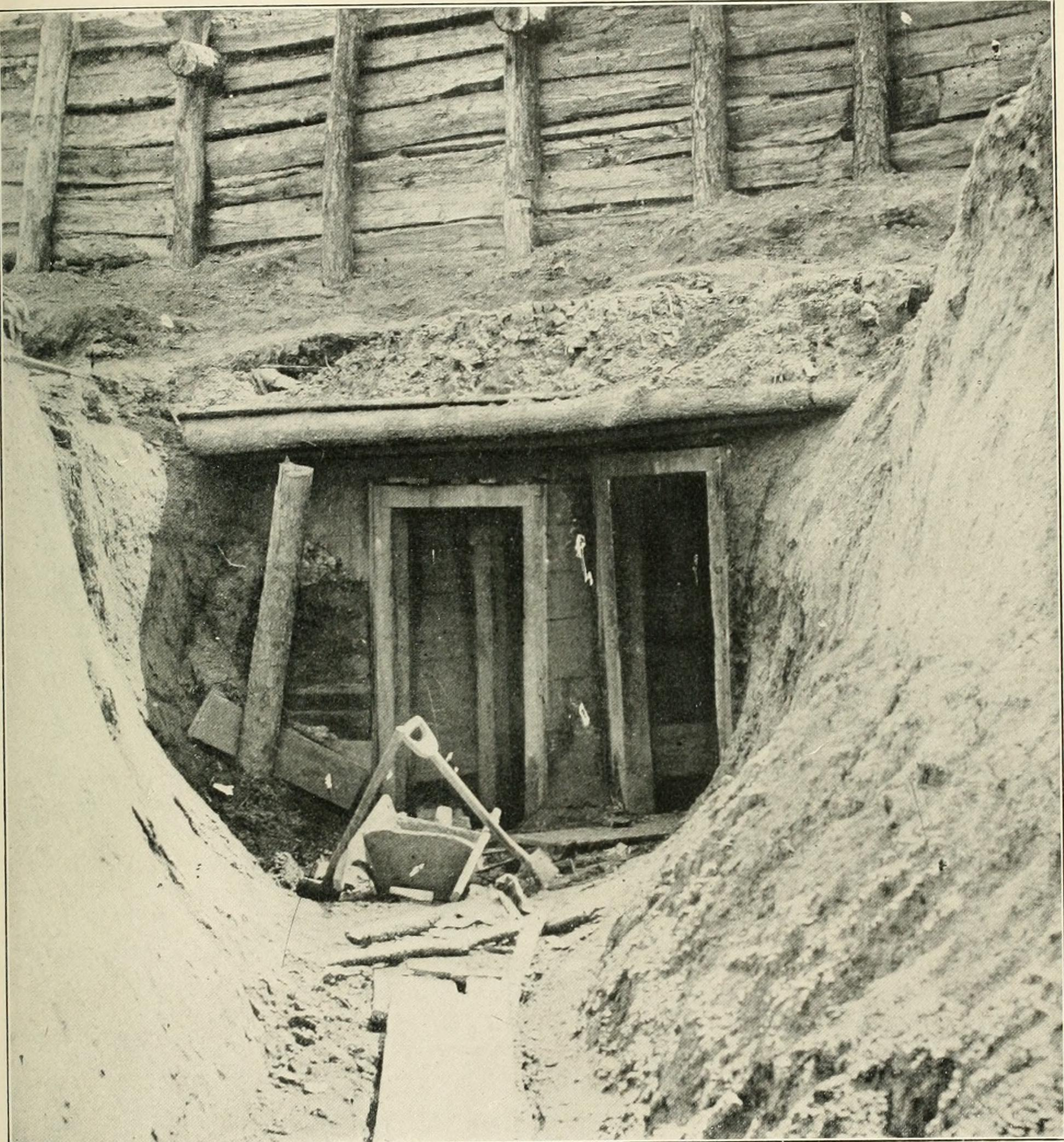
Una madriguera contramina confederada en Fort Mahone, Petersburgo, Virginia

En 1864, durante el asedio de Petersburgo por el ejército de la Unión del Potomac, una mina fabricada con 8 libras (3,6 kg) de pólvora se disparó aproximadamente 20 pies (6,1 m) bajo el sector del IX Cuerpo del Mayor General Ambrose E. Burnside. La explosión abrió una brecha en las defensas confederadas de Petersburgo, Virginia, creando un cráter 170 pies (51,8 m) de largo, 100 a 120 pies (30,5 a 36,6 m) de ancho y al menos 30 pies (9,1 m) de profundidad. En consecuencia, el combate se conoció como la Batalla del Cráter. A partir de este comienzo propicio, todo se deterioró rápidamente para los atacantes de la Unión. Unidad tras unidad cargaron hacia el cráter y sus alrededores, donde los soldados se arremolinaban en confusión. Los confederados se recuperaron rápidamente y lanzaron varios contraataques liderados por Brig. General William Mahone. La brecha fue sellada y las fuerzas de la Unión fueron rechazadas con numerosas bajas. El horror de este compromiso fue retratado en la novela de Charles Frazier y en la posterior película de Anthony Minghella, Cold Mountain.
Durante el asedio de Vicksburg, en 1863, las tropas de la Unión dirigidas por el general Ulysses S. Grant excavaron un túnel bajo las trincheras confederadas y detonaron una mina debajo del 3.º Redan de Luisiana el 25 de junio de 1863. El asalto posterior, dirigido por el general John A. Logan, se afianzó en las trincheras confederadas donde se formó el cráter, pero los atacantes finalmente se vieron obligados a retirarse.

### Asedio de Port Arthur
El asedio de Port Arthur aconteció en el marco de la Guerra ruso-japonesa y fue llevado a cabo por las tropas japonesas durante la Batalla de Port Arthur en 1904. Los ataques japoneses a las trincheras y posiciones de búnkeres rusas fuertemente fortificadas llevaron a una guerra de trincheras prolongada y con grandes pérdidas. Cuando los intentos japoneses de asaltar las defensas fracasaron y la artillería resultó incapaz de obligar a los rusos a rendirse, los ingenieros japoneses comenzaron a trabajar en el sistema de túneles militares más grande hasta la fecha. Cientos de túneles separados fueron conducidos hacia los defensores, quienes reconocieron el peligro y comenzaron a buscar medios para bloquearlos o colapsarlos antes de que se convirtieran en una amenaza mortal. A mediados de septiembre, los japoneses habían cavado más de ocho kilómetros de trincheras y se encontraban a 70 metros del depósito de abastecimiento de agua, que atacaron y capturaron el 19 de septiembre. El 18 de diciembre hicieron explotar una mina de 1.800 kilogramos debajo del fuerte Chikuan, que cayó esa noche. El 28 de diciembre, el fuerte Erhlung también fue minado y destruido. El 31 de diciembre, una serie de minas explotaron bajo el fuerte Sungshu, la única fortaleza importante superviviente, que se rindió ese día. El 1 de enero de 1905, Wantai finalmente cayó en manos de los japoneses, provocando la rendición de los defensores rusos. 

### Primera Guerra Mundial

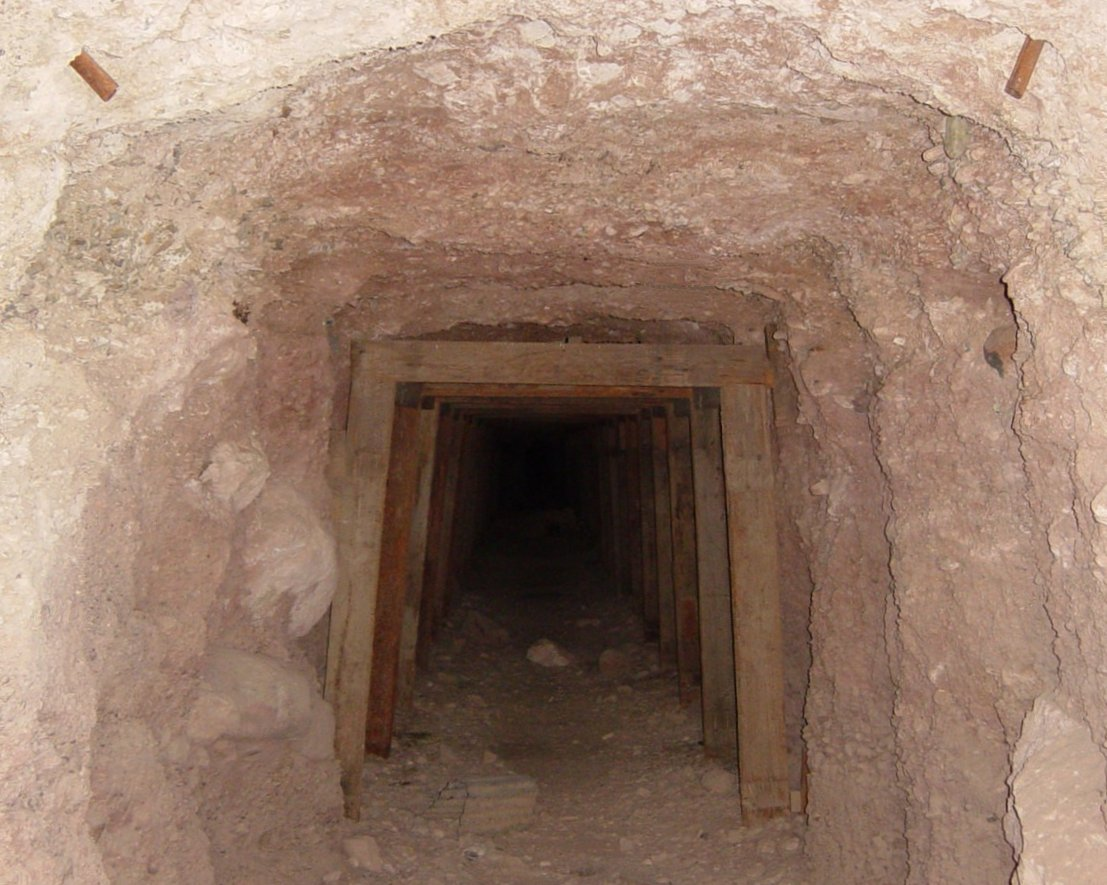
Ejemplo de galería de mina con soporte de techo de madera

El aumento de la potencia de fuego que vino con el uso de pólvora sin humo, cordita y dinamita a finales del siglo XIX hizo que fuera muy costosa la construcción de fortificaciones en la superficie que pudieran resistir cualquier ataque. Como resultado, las fortificaciones se cubrieron con tierra y finalmente se construyeron completamente bajo tierra para maximizar la protección. Para disparar artillería y ametralladoras, los emplazamientos tenían aspilleras.
La minería experimentó un resurgimiento particular como táctica militar durante la Primera Guerra Mundial, cuando los ingenieros del ejército intentaron romper el punto muerto de la guerra de trincheras excavando túneles bajo tierra de nadie y colocando grandes cantidades de explosivos debajo de las trincheras enemigas. Al igual que en la guerra de asedio, la guerra de túneles era posible debido a la naturaleza estática de los combates.
En los frentes occidental e italiano durante la Primera Guerra Mundial, el ejército empleó mineros especializados para cavar túneles.

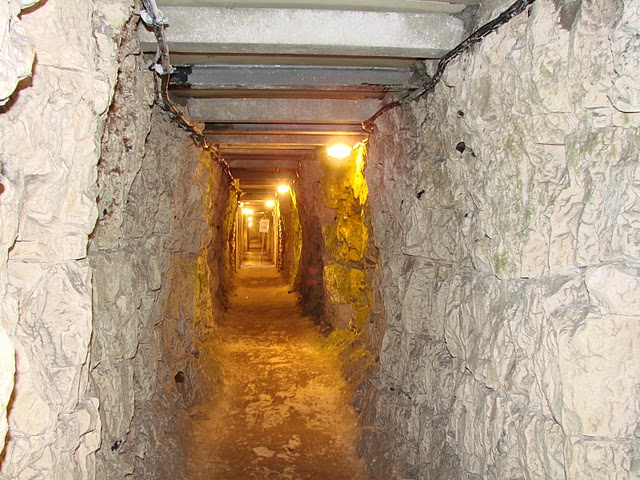
Un túnel subterráneo canadiense en el sector de Vimy en la Primera Guerra Mundial

En el frente italiano, los altos picos de los Dolomitas eran un área de feroz guerra de montaña y operaciones mineras. Para proteger a sus soldados del fuego enemigo y del entorno alpino hostil, los ingenieros militares austrohúngaros e italianos construyeron túneles de combate que ofrecían cierto grado de cobertura y permitían un mejor apoyo logístico. Además de construir refugios subterráneos y rutas de suministro cubiertas para sus soldados, ambos bandos también intentaron romper el punto muerto de la guerra de trincheras excavando túneles bajo tierra de nadie y colocando cargas explosivas debajo de las posiciones enemigas. Sus esfuerzos en altas cumbres montañosas como Col di Lana, Lagazuoi y Marmolada fueron retratados en la ficción en la película Montañas en llamas de Luis Trenker de 1931.

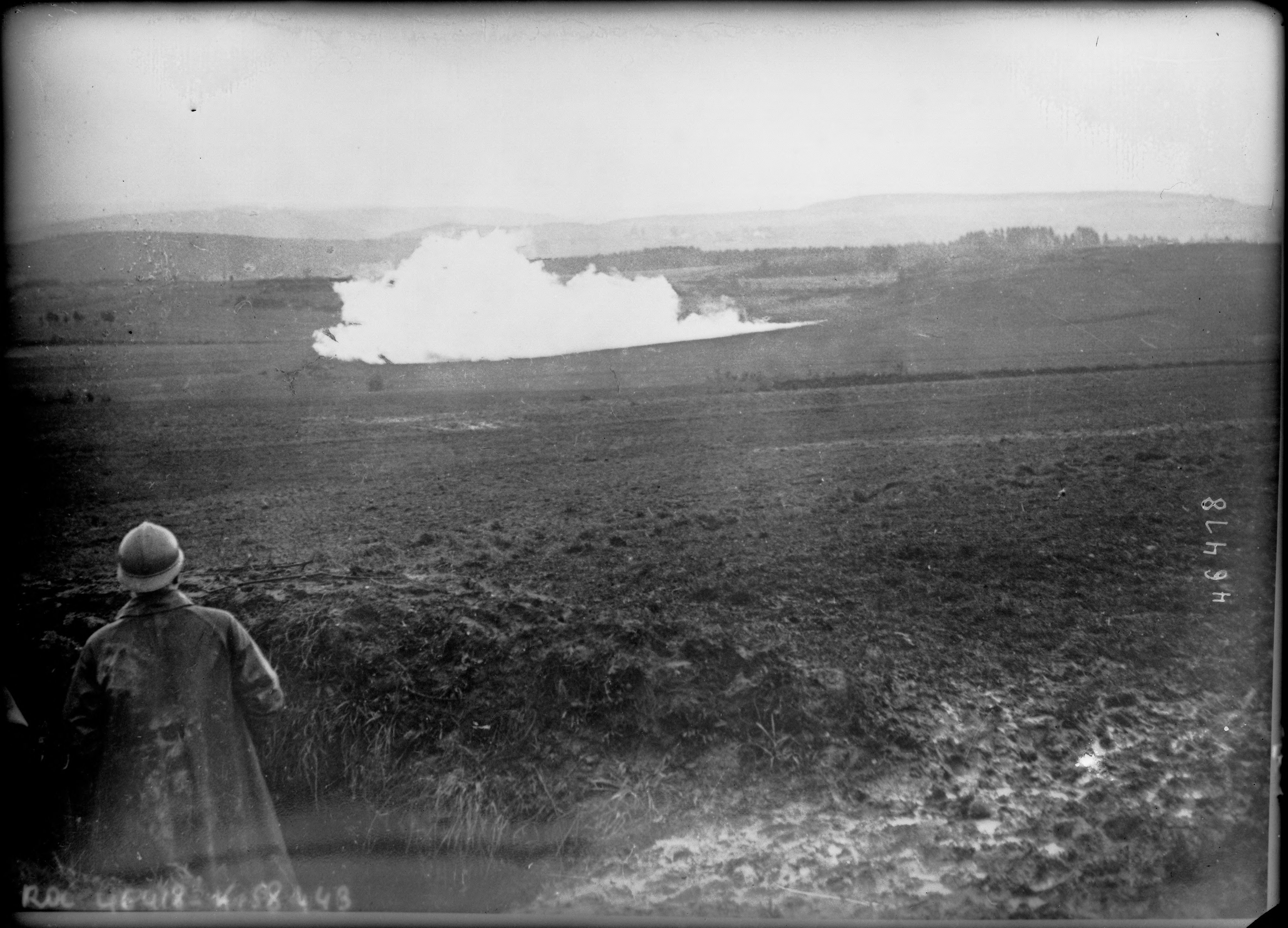
Explosión de una mina, vista desde una posición francesa en 1916

En el frente occidental, el principal objetivo de la guerra de túneles era colocar grandes cantidades de explosivos debajo de las posiciones defensivas enemigas. Cuando fuera detonado, la explosión destruiría esa sección de la trinchera. Luego, la infantería avanzaría hacia la primera línea enemiga con la esperanza de aprovechar la confusión que siguió a la explosión de una mina subterránea. Podría llevar hasta un año cavar un túnel y colocar una mina. Además de cavar sus propios túneles, los ingenieros militares tenían que estar atentos a los excavadores enemigos. En ocasiones, los mineros excavaban accidentalmente en el túnel del lado contrario y se producía una pelea subterránea. Cuando se encontraba un túnel enemigo, normalmente se destruía colocando una carga explosiva en su interior.

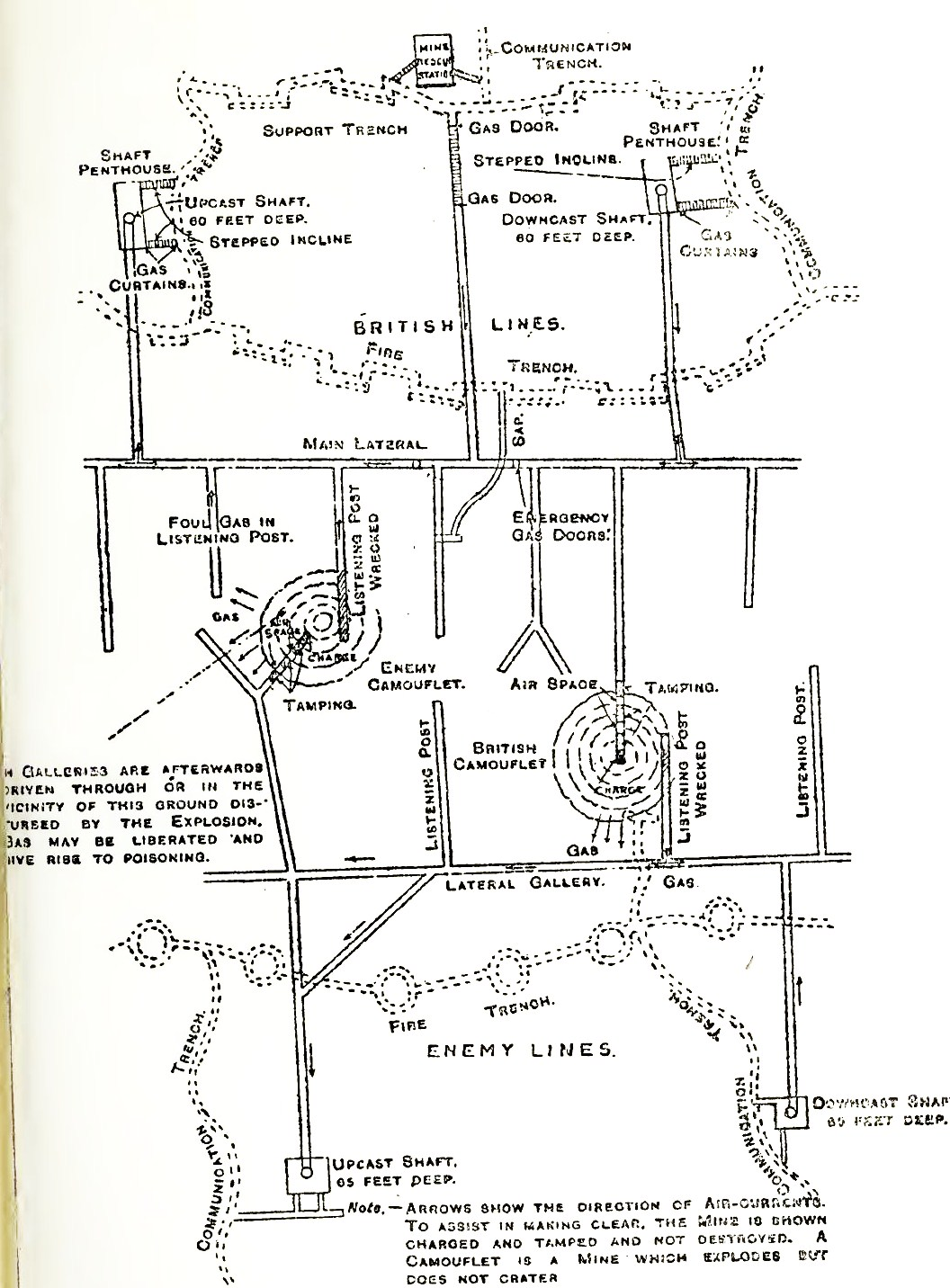
Plano de túneles, galerías y ventilación británicos en un frente de la Primera Guerra Mundial

Durante el apogeo de la guerra subterránea en el frente occidental en junio de 1916, los excavadores de túneles británicos dispararon 101 minas cocamouflets, mientras que los excavadores de túneles alemanes dispararon 126 minas o camouflets. Esto equivale a un total de 227 explosiones de minas en un mes: una detonación cada tres horas.  Las grandes batallas, como la batalla del Somme en 1916 (ver minas en el Somme) y la batalla de Vimy Ridge en 1917, también fueron apoyadas por explosiones de minas.
Ejemplos bien conocidos son las minas colocadas en el frente italiano por mineros austrohúngaros e italianos, donde la mina individual más grande contenía una carga de 50 kilogramos (110,2 lb) de gelatina de voladura, y las actividades de las compañías de túneles de los Ingenieros Reales en el Frente Occidental. Al comienzo de la ofensiva de Somme, los británicos detonaron simultáneamente 19 minas de distintos tamaños debajo de las posiciones alemanas, incluidas dos minas que contenían 40 libras (18,1 kg) de explosivos.
En enero de 1917, el general Plumer dio órdenes de colocar más de 20 minas bajo las líneas alemanas en Messines.  Durante los próximos cinco meses más de 8,000 metros (26.000 Se cavaron de túnel y se colocaron entre 450 y 600 toneladas de explosivos. La noche anterior al ataque, el general Sir Charles Harington, jefe del Estado Mayor del Segundo Ejército, declaró a la prensa: "Caballeros, no sé si mañana haremos historia, pero en cualquier caso cambiaremos de geografía".La explosión simultánea de las minas tuvo lugar a las 3:10 del 7 de junio de 1917. La explosión mató a unos 10.000 soldados alemanes y fue tan fuerte que se escuchó en Londres.  Las explosiones casi simultáneas crearon 19 grandes cráteres y se encuentran entre las explosiones no nucleares más grandes de todos los tiempos. Dos minas no fueron encendidas en 1917 porque habían sido abandonadas antes de la batalla y cuatro estaban fuera del área de la ofensiva. El 17 de julio de 1955, la caída de un rayo hizo estallar una de estas cuatro últimas minas. No hubo víctimas humanas, pero sí una vaca. Se cree que otra de las minas no utilizadas se encontró en un lugar debajo de una granja,  pero no se ha intentado retirarla.  La última mina disparada por los británicos en la Primera Guerra Mundial fue cerca de Givenchy el 10 de agosto de 1917,  después de lo cual las compañías de túneles de los Royal Engineers se concentraron en la construcción de refugios profundos para alojamiento de tropas.

Las minas más grandes de Messines estaban en St. Eloi, donde se cargaron 95,6 libras (43,4 kg) de amonal, en Maedelstede Farm, a la que se le pusieron 43,000 kilos (94.000 lb), y bajo las líneas alemanas en Spanbroekmolen, que fueron atacadas con 41.000 kilos (91.000 lb) de amonal. La mina Spanbroekmolen creó un cráter que luego midió 430 pies (131,1 m) de borde a borde. Ahora conocida como la Piscina de la Paz, es lo suficientemente grande como para albergar a un lago de 12 metros lago de profundidad. 

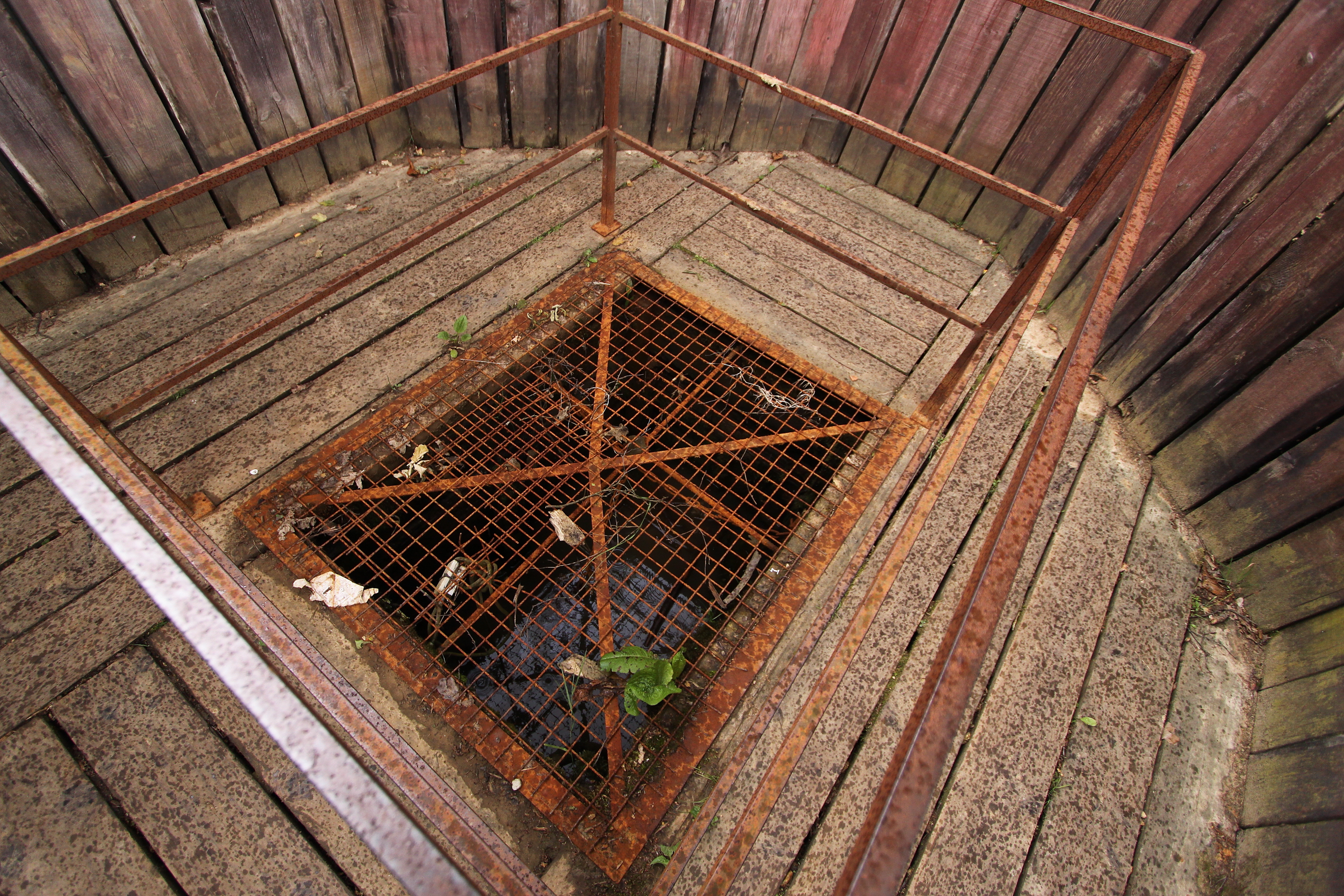
Acceso a un pozo antiminas alemán: trincheras de Bayernwald, bosque de Croonaert, saliente de Ypres
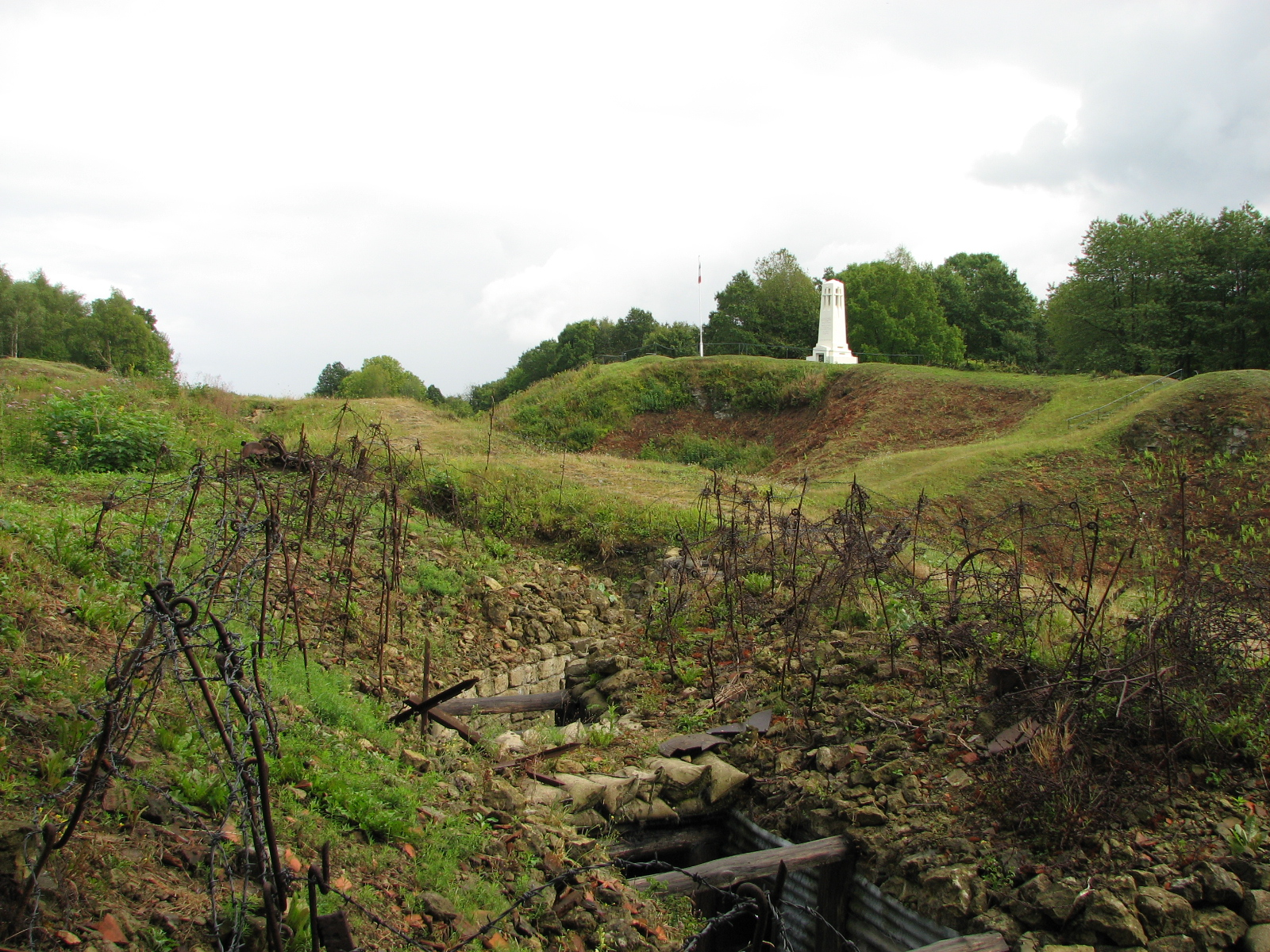
Cráteres de minas – Sitio conmemorativo de Butte de Vauquois, Vauquois, francia
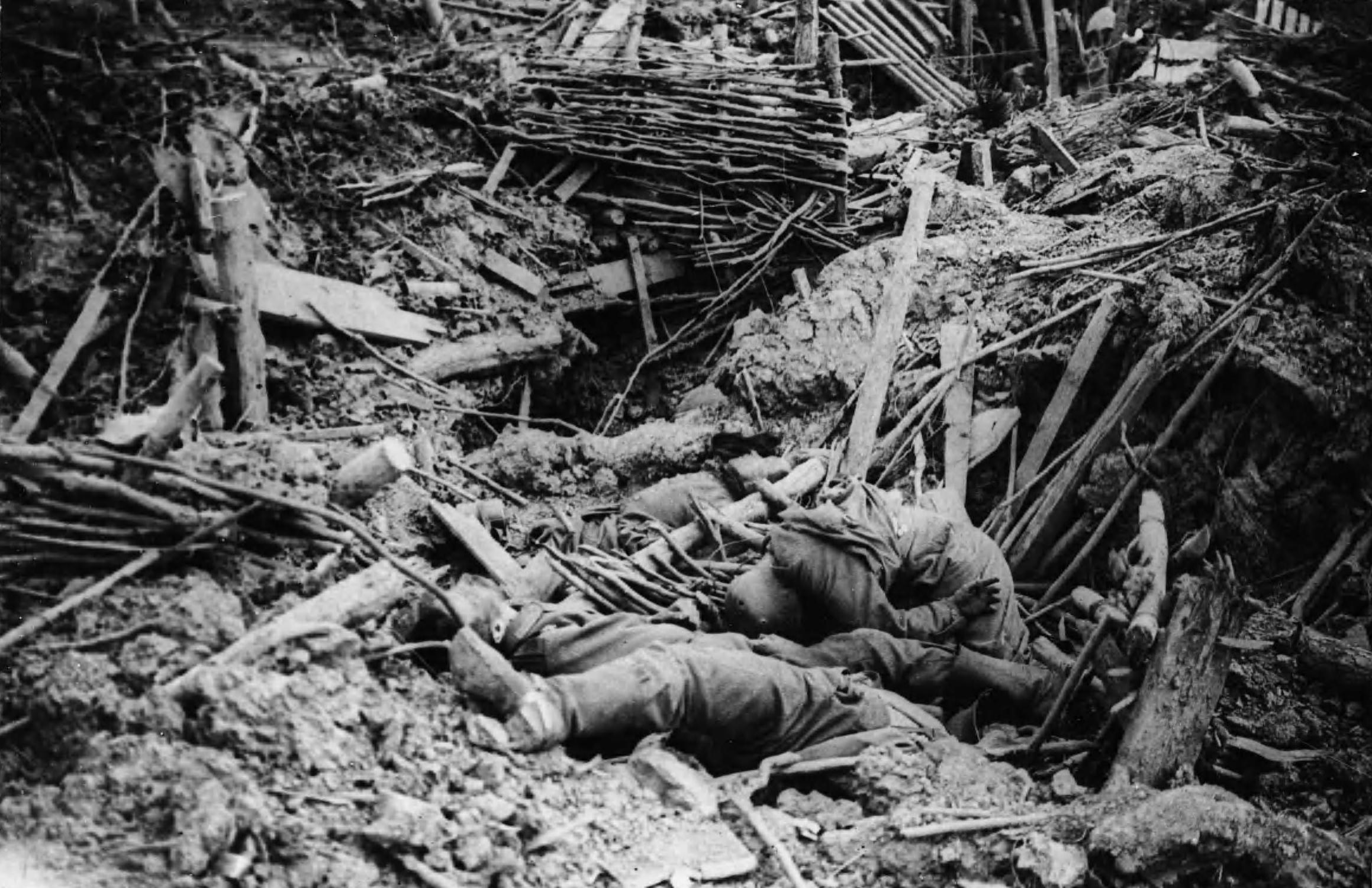
Trinchera alemana destruida por la explosión de una mina en la batalla de Messines. Aproximadamente 10.000 soldados alemanes murieron cuando las minas fueron detonadas simultáneamente a las 3:10 del 7 de junio de 1917.

### Segunda Guerra Mundial

#### Guerra sino-japonesa
El término "guerra de túneles" (地道战) se utilizó por primera vez para la táctica de guerrilla empleada por los chinos en la Segunda guerra sino-japonesa. Los sistemas de túneles eran rápidos y fáciles de construir y permitieron que una pequeña fuerza luchara con éxito contra enemigos superiores. Una red de túneles en particular, llamada "túnel de Ranzhuang", evolucionó durante la resistencia a las operaciones de contrainsurgencia japonesas en Hebei. En particular, las fuerzas comunistas chinas o la resistencia campesina local utilizaron tácticas de guerra de túneles contra los japoneses (y más tarde contra el Kuomintang durante la Guerra civil china). Los túneles fueron excavados bajo tierra para cubrir el campo de batalla con numerosos agujeros ocultos para realizar un ataque sorpresa. Las entradas generalmente estaban ocultas debajo de una estera de paja dentro de una casa o debajo de un pozo. Esto permitió maniobras o salidas flexibles.
La principal desventaja de la guerra de túneles era que normalmente los japoneses podían llenar los agujeros o verter agua para asfixiar a los soldados dentro de los túneles. Esto resultó ser un problema importante, pero luego se resolvió instalando filtros que filtraban el agua y los gases venenosos. Se dice que incluso hubo mujeres y niños que lucharon voluntariamente en los túneles.
La película Tunnel War, que se basa en historias sobre la lucha contra los japoneses en túneles, hizo que la guerra de túneles fuera muy conocida en China.  Pronto se produjeron y adaptaron más películas en el mismo entorno. 
Después de la guerra, el sitio del túnel de Ranzhuang se convirtió en una unidad clave de preservación del patrimonio que promovía el patriotismo y la educación sobre defensa nacional. Atrae a decenas de miles de visitantes cada año. La mayoría de los aldeanos trabajaban en la industria de servicios turísticos.

#### Guerra del Pacífico

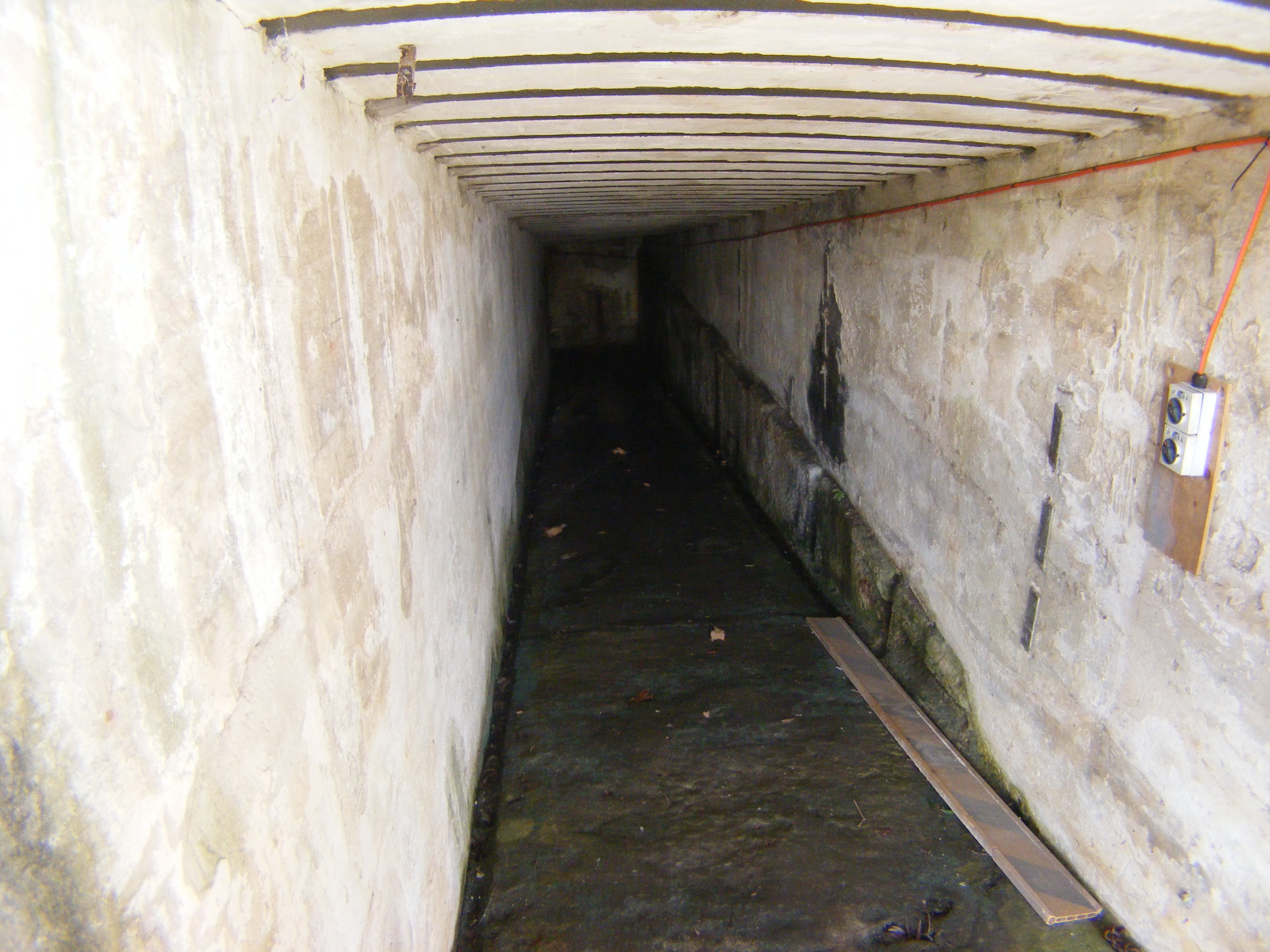
Uno de los sistemas de túneles de Sídney.

Los primeros en copiar la guerra de túneles fueron los propios japoneses. En las batallas del Pacífico Occidental, maximizarían sus capacidades estableciendo un punto fuerte de defensa, utilizando la guerra en cuevas. El primer encuentro de los marines estadounidenses con esta nueva táctica fue en la isla de Peleliu. Los marines invasores sufrieron el doble de bajas que en Tarawa, donde se había empleado la antigua táctica japonesa de defender la playa. El pináculo de esta forma de defensa, sin embargo, se puede encontrar en Iwo Jima, donde los japoneses diseñaron todo el monte Suribachi con muchos túneles que conducen a emplazamientos defensivos o salidas para contraataques rápidos. La guerra de túneles por parte de los japoneses obligó a los marines estadounidenses a adoptar la táctica del "soplete y sacacorchos" para expulsar sistemáticamente a los defensores japoneses, una cueva a la vez.
En Australia, la Armada Real Australiana excavó una serie de túneles en Sídney para proteger de los ataques aéreos a más de 2.500 hombres que trabajaban en la base naval, y también para transportar armas y municiones dentro de los túneles.  

#### Guerra en Europa
Durante las batallas de Berlín y Stalingrado en la hubo intensos combates bajo tierra y en túneles del metro. Los soldados alemanes aprovecharon el sistema de transporte para aparecer en áreas que las fuerzas estadounidenses habían despejado durante la batalla de Aquisgrán. Soldados y marines estadounidenses debieron enfrentarse a defensas subterráneas japonesas durante la campaña del Pacífico.  Otro ejemplos son la defensa de la cantera de Adzhimushkay o el uso de las catacumbas de Odesa durante la guerra de guerrillas por parte de los partisanos soviéticos.

### Guerra de Corea
En la península de Corea, la guerra subterránea alcanzó una escala masiva. Por la experiencia de la Segunda Guerra Mundial, Estados Unidos dependía de la aviación. Las fuerzas norcoreanas sufrieron grandes pérdidas por los ataques aéreos que las obligaron a construir refugios subterráneos. Inicialmente, las fortificaciones subterráneas fueron construidas de forma independiente por unidades individuales y su ubicación era caótica. Posteriormente, las fortificaciones subterráneas se unieron en un solo gran sistema. La longitud del frente era de 250 kilómetros (155,3 mi) mientras que la longitud de los túneles era 500 kilómetros (310,7 mi) ; por cada kilómetro de frente, había dos kilómetros de túneles. Un total de 2.000.000 metros cúbicos de rocas fueron extraídos.
Corea del Norte desarrolló una teoría de la guerra subterránea. La mano de obra, los almacenes y las armas de pequeño calibre estaban completamente alojados bajo tierra, lo que los hacía menos vulnerables a los ataques aéreos y de artillería. En la superficie, los numerosos objetivos falsos (búnkeres, trincheras y entradas señuelo al sistema de túneles) dificultaron la detección de objetivos verdaderos, lo que obligó a las fuerzas estadounidenses a desperdiciar municiones. Directamente debajo de la superficie se construyeron amplios cuarteles, lo que permitió sacar rápidamente unidades enteras a la superficie durante un corto tiempo y regresar rápidamente a su refugio bajo tierra.
Corea del Norte incluso creó refugios subterráneos para la artillería. Durante los bombardeos, la artillería se introdujo en búnkeres ubicados dentro de las montañas. Cuando llegó una pausa, los cañones fueron llevados de regreso a un área de tiro, dispararon algunos proyectiles y regresaron al búnker. A diferencia de otros ejemplos de guerra subterránea, las tropas norcoreanas no se quedaron simplemente en los túneles. Las fuerzas norcoreanas se refugiaban en los túneles de los bombardeos y bombardeos y esperaban los ataques de bayoneta estadounidenses. Cuando las fuerzas estadounidenses llegaban al suelo en la zona de los túneles, salían unidades norcoreanas elegidas para entablar un combate cuerpo a cuerpo, aprovechando su superioridad numérica.
Hasta el día de hoy, la estrategia de Corea del Norte es construir tantas instalaciones subterráneas como sea posible para uso militar en caso de un ataque estadounidense. La profundidad de las instalaciones subterráneas alcanza 80 to 100 metros (300 a 300 ft), lo que los hace difíciles de destruir incluso con el uso de armas nucleares tácticas.
En la Guerra de Corea, las propias fuerzas chinas emplearon la táctica de la guerra de túneles. "El recurso chino a la guerra de túneles y las devastadoras pérdidas sufridas por los soldados estadounidenses llevaron al Comando de las Naciones Unidas a sellar las entradas de los túneles. Según interrogatorios posteriores a prisioneros de guerra, los oficiales chinos habían matado a varios de sus propios soldados en los túneles. porque estos últimos habían querido abrirse camino y rendirse al Mando de las Naciones Unidas ". 

### Guerra de Vietnam
Para mantener una guerra de guerrillas a gran escala en Vietnam del Sur, se utilizaron bases camufladas capaces de abastecer a las guerrillas durante un largo período de tiempo. En todo Vietnam del Sur había bases subterráneas secretas que funcionaban con éxito. Hay informes de que cada aldeano se vio obligado a cavar 90 centímetros (35 pulgadas) de túnel por día. La base subterránea más grande fueron los túneles de Cu Chi con una longitud total de 320 kilómetros (200 mí). Para combatir a las guerrillas en los túneles, Estados Unidos utilizó soldados apodados ratas de túnel.
Parte del sendero Ho Chi Minh se basaba en cuevas hechas de karst.
Cuando Vietnam volvió a ser colonia francesa después de la Segunda Guerra Mundial, el comunista Viet Minh comenzó a cavar túneles cerca de Saigón. Después de que el ejército francés se marchara (fueron derrotados en Dien Bien Phu), se mantuvieron los túneles para prepararlos para una posible guerra con Vietnam del Sur. Ho Chi Minh, líder de Vietnam del Norte, ordenó la ampliación de los túneles después de que los estadounidenses entraran en la guerra entre el Norte y el Sur; Los túneles serían utilizados por el Viet Cong. Los sistemas de túneles no fueron ocupados temporalmente con fines militares, sino que comenzaron a contener pueblos enteros de personas que vivían permanentemente bajo tierra. El sistema de túneles contenía un mundo completo bajo tierra, con cocinas, hospitales, talleres, áreas para dormir, comunicaciones, almacenamiento de municiones e incluso formas de entretenimiento. Los túneles finalmente se convirtieron en un objetivo para las fuerzas estadounidenses porque el enemigo no sólo se escondía en ellos, sino que además podía atacar en cualquier lugar del vasto alcance del complejo de túneles (cientos de millas) sin una sola advertencia antes de desaparecer nuevamente.

#### Túneles de Củ Chi
Los túneles de Củ Chi (en vietnamita: Địa đạo Củ Chi) son una inmensa red de túneles de conexión ubicados en el distrito de Củ Chi de la ciudad de Ho Chi Minh (Saigón), Vietnam, y son parte de una red mucho más grande de túneles que subyacen a gran parte del país. Fueron el lugar de varias campañas militares durante la Guerra de Vietnam y la base de operaciones del Viet Cong para la Ofensiva del Tết en 1968.
Los túneles fueron utilizados por los soldados del Viet Cong como escondites durante el combate, además de servir como rutas de comunicación y suministro, hospitales, escondites de alimentos y armas y viviendas para numerosos combatientes norvietnamitas. Los sistemas de túneles fueron de gran importancia para el Viet Cong en su resistencia a las fuerzas estadounidenses y ayudaron a contrarrestar la creciente presencia militar estadounidense.

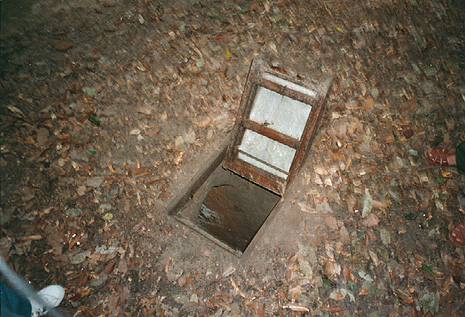
La trampilla camuflada, ahora abierta.

Los estadounidenses notaron los túneles de Củ Chi, quienes reconocieron las ventajas que el Viet Cong tenía con los túneles y, por lo tanto, lanzaron varias campañas importantes para buscar y destruir el sistema de túneles. Entre las más importantes se encuentran la Operación Crimp y la Operación Cedar Falls.
La Operación Crimp comenzó el 7 de enero de 1966, con bombarderos B-52 lanzando cargas de 30 toneladas de explosivos de alta potencia en la región de Củ Chi, convirtiendo efectivamente la otrora exuberante jungla en un paisaje lunar. Ocho mil soldados de la 1.ª División de Infantería de EE. UU., el Equipo de Combate de la 173.ª Brigada Aerotransportada (incluida una batería de artillería del Regimiento Real de Artillería de Nueva Zelanda) y el 1.er Batallón del Regimiento Real Australiano peinaron la región en busca de pistas de actividad del Frente Nacional de Liberación de Vietnam.
La operación no produjo el éxito deseado. Cuando las tropas encontraban un túnel, a menudo subestimaban su tamaño. Por lo general, no enviaban a nadie a registrar los túneles, ya que era muy peligroso, dado que menudo estaban equipados con trampas explosivas o pozos de palos punji. Los dos métodos más comunes al lidiar con la abertura de un túnel eran tratar la entrada con gas, agua o alquitrán caliente para obligar a los soldados del Viet Cong a salir al aire libre o arrojar algunas granadas por el agujero y "engarzar" la abertura Esos enfoques resultaron ineficaces debido al diseño de los túneles y el uso estratégico de trampillas y sistemas de filtración de aire.

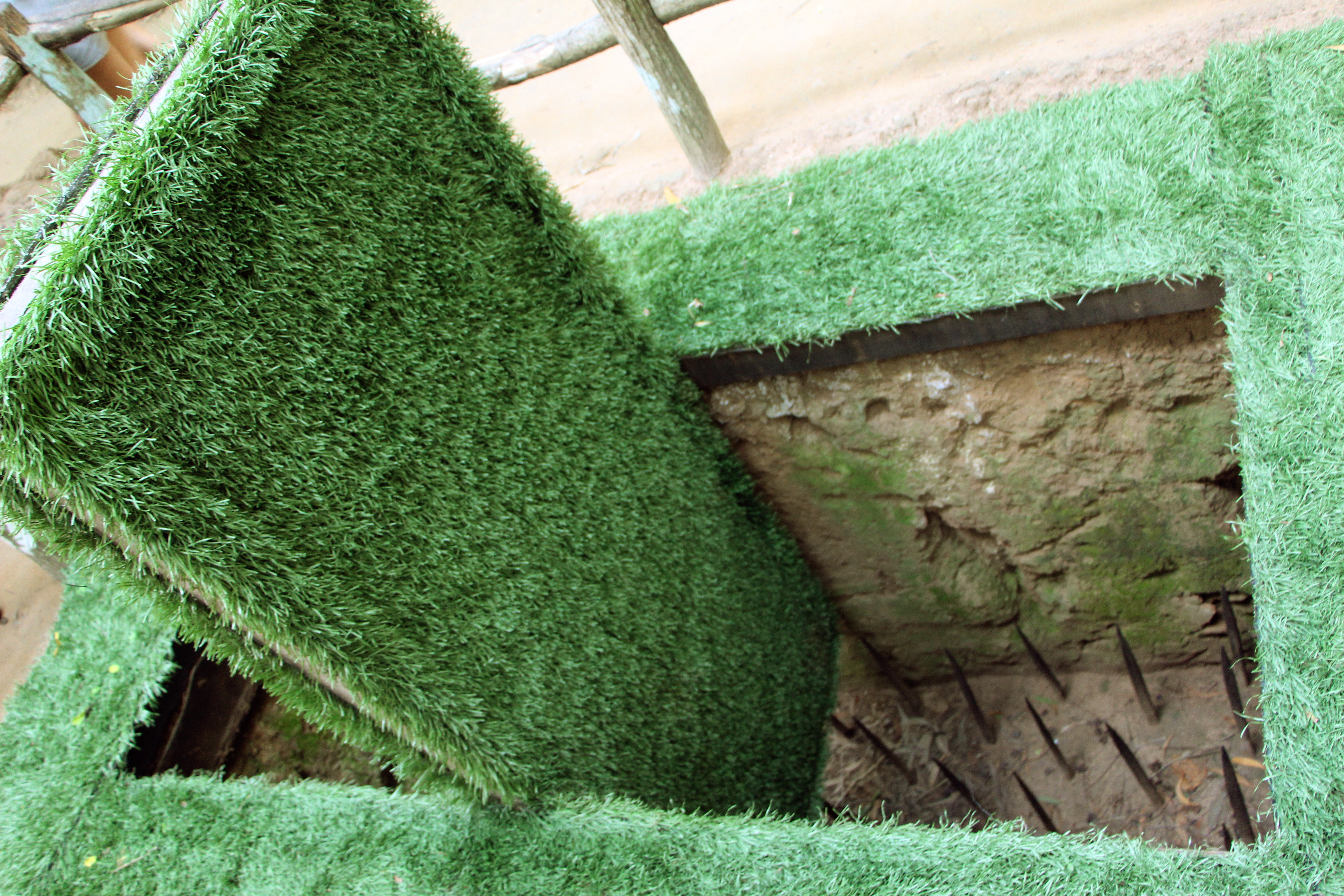
Una trampa explosiva con palos punji.

Una tropa australiana de ingenieros especializados, la 3 Field Troop, bajo el mando del capitán Alexander "Sandy" MacGregor se aventuró en los túneles, que buscaron exhaustivamente durante cuatro días, y encontraron municiones, equipos de radio, suministros médicos, alimentos y señales de presencia considerable del Viet Cong.  Uno de ellos, el cabo Robert "Bob" Bowtell, murió cuando quedó atrapado en un túnel que resultó ser un callejón sin salida. Sin embargo, los australianos siguieron adelante y revelaron por primera vez la inmensa importancia militar de los túneles. En una conferencia de prensa internacional en Saigón poco después de la Operación Crimp, MacGregor se refirió a sus hombres como "hurones de túnel". Un periodista estadounidense que nunca había oído hablar de los hurones utilizó el término "rata de túnel" y le quedó bien. Después de los descubrimientos de su tropa en Củ Chi, MacGregor recibió una Cruz Militar. 
A partir de sus errores y de los descubrimientos de los australianos, el mando estadounidense se dio cuenta de que necesitaba una nueva forma de abordar el dilema de los túneles. El general Williamson, comandante de las fuerzas aliadas en Vietnam del Sur, emitió una orden general a todas las fuerzas aliadas de que los túneles debían ser registrados adecuadamente cada vez que se descubrieran. Comenzó a entrenar a un grupo de élite de voluntarios en el arte de la guerra de túneles, armados únicamente con una pistola, un cuchillo, una linterna y un trozo de cuerda. Los especialistas, comúnmente conocidos como " ratas de túnel ", entraban solos en un túnel y avanzaban centímetro a centímetro, buscando con cautela trampas explosivas o PLAF acorralados. No existía una doctrina real para este enfoque y, a pesar de un trabajo muy duro en algunos sectores del Ejército y el Comando de Asistencia Militar de Vietnam, para proporcionar algún tipo de entrenamiento y recursos, fue principalmente un nuevo enfoque en el que las unidades entrenaron, equiparon y y planearon por sí mismos.
A pesar del esfuerzo renovado para luchar contra el enemigo en sus propios términos, las operaciones estadounidenses siguieron siendo insuficientes para eliminar los túneles por completo. En 1967, el general William Westmoreland intentó lanzar un asalto mayor contra Củ Chi y el Triángulo de Hierro. Llamada Operación Cedar Falls, fue similar a la Operación Crimp anterior pero fue a mayor escala con 30.000 soldados, en lugar de 8.000. El 18 de enero, ratas de túnel del 1.er Batallón, 5.º Regimiento de Infantería, 25.ª División de Infantería descubrieron la sede del distrito de Viet Cong en Củ Chi, que contenía medio millón de documentos sobre todo tipo de estrategia militar. Entre los documentos había mapas de bases estadounidenses, relatos detallados del movimiento del PLAF desde Camboya a Vietnam, listas de simpatizantes políticos e incluso planes para un fallido intento de asesinato de Robert McNamara.
En 1969, los B-52 quedaron libres de bombardear Vietnam del Norte y comenzaron a " bombardear en alfombra " Củ Chi y el resto del Triángulo de Hierro. Hacia el final de la guerra, algunos de los túneles fueron tan bombardeados que algunas partes se derrumbaron y otros quedaron expuestas. Pero los bombardeos no lograron destruir la mayor parte de ellos.
Al ayudar a mover en secreto suministros y albergar tropas, los túneles de Củ Chi permitieron a los combatientes norvietnamitas en su área de Vietnam del Sur sobrevivir, ayudar a prolongar la guerra y aumentar los costos y las bajas estadounidenses hasta la eventual retirada en 1973 y la derrota final de Vietnam del Sur en 1975.
Las campañas en Irak y Afganistán también tuvieron episodios de guerra subterránea, tanto contra los talibanes en múltiples provincias como en ataques insurgentes contra bases de la coalición. Con la creciente urbanización del mundo, las batallas subterráneas serán cada vez más comunes. La batalla de Mosul en la guerra contra el Estado Islámico demostró cómo que un enemigo decidido utilizará este dominio en su beneficio en el futuro. 
En el siglo XXI se le planteó también al ejército estadounidense la cuestión de la preparación para una guerra subterránea en vista de la guerra de túneles palestina en la Franja de Gaza.  Una solicitud de información del 11 de diciembre de 2013 titulada "Tecnologías para mejorar las capacidades de los combatientes en entornos subterráneos" dice en parte: 
En un esfuerzo por derrotar la inteligencia y las tecnologías de armas de los Estados Unidos (EE. UU.) y obtener ventajas tácticas y operativas, tanto las amenazas militares como las irregulares han comenzado a reubicarse y redesplegar funciones en entornos operativos subterráneos (SbT OE). El uso creciente de túneles e instalaciones subterráneas (UGF) por parte de fuerzas militares e irregulares para obtener una ventaja táctica se está volviendo más sofisticado y cada vez más efectivo, lo que aumenta la probabilidad de que las fuerzas estadounidenses encuentren estructuras subterráneas con fines militares en futuros campos de batalla. El Medio Oriente está lleno de sistemas subterráneos antiguos y modernos que pueden usarse como activos para las fuerzas enemigas. En los EE. UU., se han descubierto túneles en las fronteras norte y sur de la nación que conectan los EE. UU. con Canadá y México y que son utilizados por elementos criminales para el tráfico de personas, el tráfico de drogas y otras actividades ilegales.
El director Robert Ashley de la Agencia de Inteligencia de Defensa declaró en 2018 que el Departamento de Defensa de los Estados Unidos está considerando hacer de lo subterráneo un nuevo dominio, en previsión de un futuro aumento de la guerra urbana. 

### Guerra de Afganistán
En la guerra de Afganistán se llevó a cabo activamente una guerra subterránea. Las tuberías de agua se extienden por todo el territorio afgano. En tiempos de guerra, los afganos han utilizado estos túneles para esconderse y aparecer repentinamente detrás de la fuerza enemiga. Para limpiar estos túneles, las tropas soviéticas utilizaron explosivos y gasolina.
La base en Tora Bora fue desarrollada como un complejo financiado por la CIA construido para los muyahidines después de la invasión soviética de Afganistán en 1979,  y ha sido descrita por los medios occidentales como una "fortaleza cueva inexpugnable" que alberga a 2.000 hombres y un hospital., una central hidroeléctrica, oficinas, un hotel, almacenes de armas y municiones, carreteras lo suficientemente grandes como para pasar un tanque y sofisticados sistemas de ventilación y túneles. 

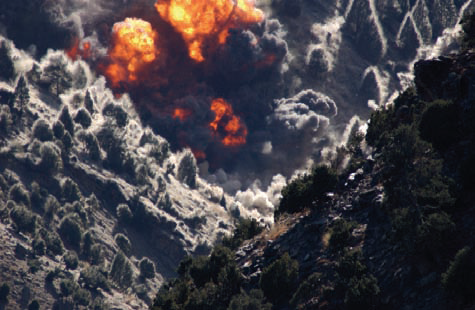
Ataque aéreo estadounidense durante la batalla de Tora Bora

Durante la invasión estadounidense de Afganistán, el complejo de cuevas fue uno de los bastiones de los talibanes y Al-Qaeda, según el secretario de Defensa de Estados Unidos, Donald Rumsfeld .  Fue el lugar de la batalla de Tora Bora en diciembre de 2001 y el presunto escondite del líder de Al Qaeda , Osama bin Laden, que propició su fuga al vecino Pakistán en enero de 2002. Bin Laden y su familia se mudaron a un nuevo complejo en la aldea de Chak Shah Muhammad, un rico suburbio de Bilal Town cerca de Abbottabad el 6 de enero de 2006.  Se informó que en 2007, la inteligencia estadounidense sospechaba que Bin Laden planeaba reunirse con altos comandantes de Al-Qaeda y los talibanes en Tora Bora antes del lanzamiento de un posible ataque contra Europa o Estados Unidos. 
Tanto la prensa británica como la estadounidense publicaron planos detallados de la base.     
Se planeó una elaborada operación militar que incluyó el despliegue del equipo de las Fuerzas de Operaciones Especiales de la CIA y los EE. UU. con marcadores láser para guiar ataques aéreos intensos e ininterrumpidos durante 72 horas.  Cuando finalmente Tora Bora fue capturada por las tropas estadounidenses y afganas, no se encontraron rastros de la supuesta "fortaleza" a pesar de minuciosas búsquedas en los alrededores. Tora Bora resultó ser un sistema de pequeñas cuevas naturales que albergaban, como máximo, 200 combatientes. Si bien se encontraron depósitos de armas y municiones, no había rastros de las instalaciones avanzadas que supuestamente existían. 
Posteriormente, el complejo fue retomado por los talibanes y sirvió como una base importante para la insurgencia talibán .  En 2017, Tora Bora fue atacada y capturada por el Estado Islámico de Irak y el Levante – Provincia de Khorasan (ISIL-K),  aunque el Ejército Nacional Afgano pronto la recapturó.  

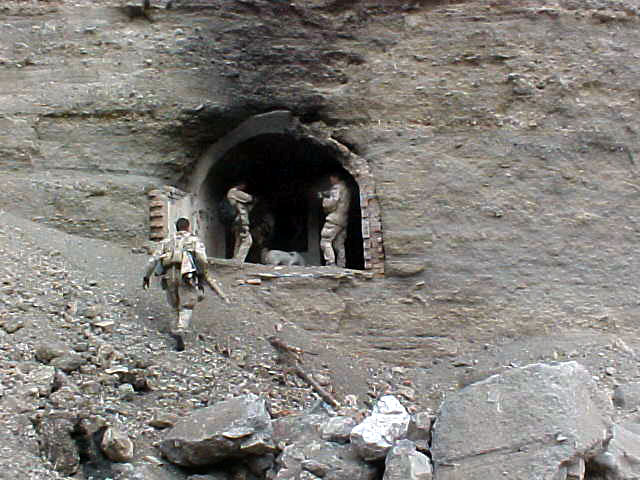
SEAL de la Marina de EE. UU. en la entrada de una cueva dentro de Zhawar Kili

El complejo de túneles de Zhawar fue construido con la ayuda económica de EE. UU. a mediados de la década de 1980 por fuerzas muyahidines que luchaban contra la ocupación soviética de Afganistán, y su importancia para Al Qaeda se conocía mucho antes de que comenzara la guerra de Afganistán. Zhawar fue atacado por decenas de misiles de crucero estadounidenses en 1998, cuando el presidente Bill Clinton ordenó un ataque al sitio en respuesta a los atentados terroristas a las embajadas estadounidenses en 1998. 
Una declaración publicada en enero de 2002, que mostraba el informe del subdirector de operaciones del Estado Mayor Conjunto de la época, afirmaba que el lugar era un complejo muy grande (aproximadamente 4,8 por 4,8 kilómetros cuadrados aproximadamente).   El contralmirante J. D. Stufflebeem declaró sobre el campo de entrenamiento de Zhawar Kili al Badr que contenía al menos sesenta edificios y cuevas de un número superior a cincuenta. 

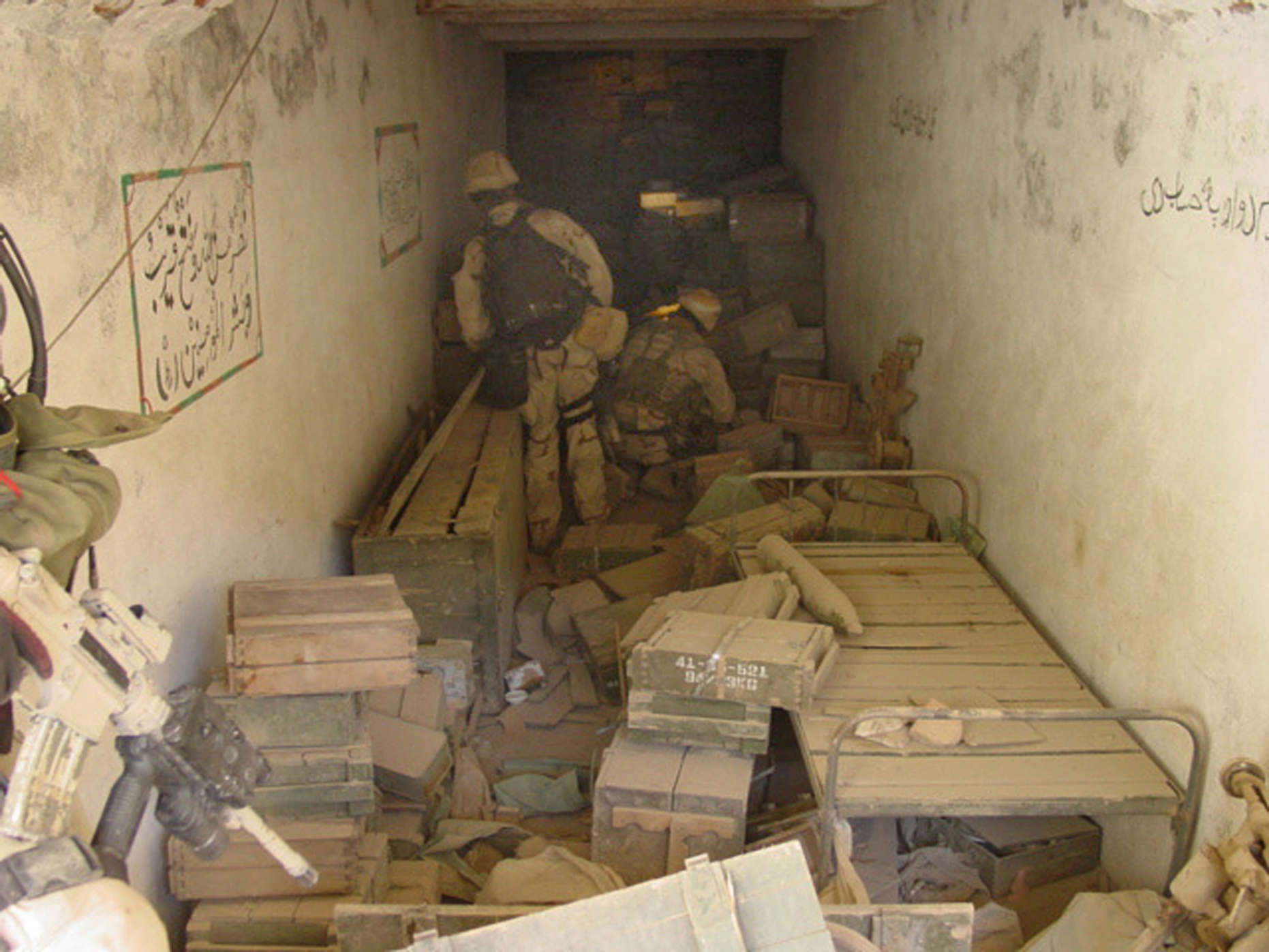
Dentro de la cueva

En enero de 2002 se incorporó un equipo de Navy Seals con apoyo, que fueron posicionados para realizar reconocimientos . Al descubrir un complejo de aproximadamente setenta cuevas convertidas en instalaciones de artillería, procedieron en su lugar a realizar la destrucción de este. En el lugar los hombres también encontraron aulas, cuartos para cocinar, cuartos para dormir y oficinas, que fueron construidos con ladrillos, hormigón y vigas de acero.
La Fuerza Aérea de los Estados Unidos realizó bombardeos durante 2001.  Un bombardeo ocurrido en noviembre de 2001 fue causado indirectamente por Richard A. Beck, un geólogo de la Universidad de Cincinnati que informó al Departamento de Defensa que podía identificar las rocas que se muestran en las imágenes de vídeo de Osama bin Laden publicadas en octubre de 2001, durante un viaje de campo. le había hecho a Khowst. La determinación de la ubicación fue facilitada por la utilización de tecnología SIG y teledetección .  
Durante 2002, un período de bombardeos comenzó, aparentemente, durante el 3 de enero,  e incluyó un período del 6 al 14 de enero de 2002.  El Departamento de Defensa de los Estados Unidos (de América) publicó un vídeo del bombardeo de Zhawar Kili durante marzo de 2002.   

### Guerra de Bosnia
Entre mayo de 1992 y noviembre de 1995, durante el sitio de Sarajevo, el ejército bosnio empleó el túnel de Sarajevo para unir la ciudad de Sarajevo, que estaba completamente aislada por las fuerzas serbias, con el territorio controlado por Bosnia al otro lado de la frontera y el aeropuerto de Sarajevo en la zona controlada por las Naciones Unidas. El túnel unía los barrios de Dobrinja y Butmir en Sarajevo, permitiendo que alimentos, suministros de guerra y ayuda humanitaria entraran a la ciudad y que la gente saliera. El túnel era una de las principales formas de eludir el embargo internacional de armas y proporcionar armamento a los defensores de la ciudad. Se estima que unas 4.000 personas cruzaron el túnel cada día durante 30 meses, calculándose un total de dos millones de personas.

### Invasión rusa de Ucrania
En 2022, la resistencia ucraniana logró contener al ejército invasor ruso durante 80 días en el marco del sitio de Mariúpol utilizando túneles debajo de la ciudad. 

### Guerra del Líbano
En julio de 2006, un grupo de combatientes de Hezbolá cruzó desde el sur del Líbano hacia el norte de Israel , matando a tres soldados israelíes y secuestrando a dos, lo que inició la Guerra del Líbano. Frente a los ataques aéreos israelíes, Hezbolá necesitaba desarrollar un sistema defensivo que permitiera repeler esos ataques durante cualquier conflicto con Israel. Para ello crearon un intrincado sistema de túneles y búnkeres subterráneos, unidades antitanques y zonas plagadas de explosivos. 
Después de la Guerra de Gaza de 2014, en la que se descubrieron numerosos túneles cavados por Hamás desde la Franja de Gaza hacia Israel que se utilizaron en varios ataques, las FDI intensificaron la búsqueda de túneles de Hezbolá en el norte de Israel, y esta vez encontraron indicios de que dichos túneles existían. Para investigarlos se formó un laboratorio formado por soldados de unidades de tecnología e inteligencia, basado en un laboratorio similar que investiga los túneles de Hamás en el sur de Israel. Para localizar los túneles se utilizaron diversos sensores sísmicos y sistemas de radar. 
Hezbolá construyó una sofisticada red de túneles con ayuda de Corea del Norte,  muy parecida a la propia red de túneles de Corea del Norte en la zona desmilitarizada que separa las dos Coreas.   La red subterránea incluía túneles de veinticinco kilómetros, búnkeres, sistemas de comunicación por fibra óptica y almacenes para guardar misiles y municiones.  Sus capacidades se ampliaron con el suministro iraní de armamento avanzado y el entrenamiento en profundidad de los combatientes de Hezbolá.  Entre diciembre de 2018 y enero de 2019, el ejército israelí destruyó seis túneles construidos por Hezbollah a lo largo de la frontera de Israel durante la Operación Escudo del Norte (Operation Northern Shield). 
En el Centro de Investigación y Educación Alma, que se centra en los desafíos de seguridad en la frontera norte de Israel, los investigadores han pasado muchos años investigando el inframundo del Líbano. Tal Beeri, director del Departamento de Investigación de Alma, ha expuesto esa red subterránea y evaluado que la longitud acumulada de la red de túneles de Hezbolá en el sur del Líbano asciende a cientos de kilómetros. La infraestructura subterránea permite el tránsito de un camión con misiles hasta el lugar donde se disparará el proyectil. En teoría, en el lugar de lanzamiento se puede construir una plataforma o una pendiente que suba desde el túnel. El camión sale del túnel, dispara y vuelve a bajar. 

### Guerra civil siria
Durante la guerra civil siria, grupos rebeldes como el Frente Islámico, Al-Nusra e ISIS cavaron túneles y utilizaron explosivos para atacar posiciones militares fijas de las Fuerzas Armadas Árabes Sirias y de las milicias aliadas. Un ejemplo notable es el ataque al edificio de inteligencia de la Fuerza Aérea en Alepo, donde el 4 de marzo de 2015, las fuerzas rebeldes detonaron una gran cantidad de explosivos en un túnel excavado cerca o debajo del edificio. El edificio sufrió un derrumbe parcial como consecuencia de la explosión, seguido inmediatamente por un asalto armado rebelde.  

### Guerra entre Israel y Gaza
Hamás ha construido una extensa red de túneles bajo la ciudad de Gaza y otras zonas pobladas de la Franja de Gaza, a veces llamado metro de Gaza. La red tiene más de 500 kilómetros de longitud según afirma Hamás.  Según los expertos, estos túneles sirven para múltiples propósitos para Hamás, incluido el contrabando de mercancías, el traslado de militantes, el almacenamiento de armas y el refugio de miembros e infraestructura de Hamás. Sin embargo, la ubicación y el uso de túneles militares en áreas densamente pobladas han generado preocupación de que Hamás ponga en peligro a los civiles. 
Durante la guerra entre Israel y Gaza de 2023, se informó que Hamás ha cavado túneles extremadamente extensos debajo de Gaza, y que capturar y destruir los túneles es una "máxima prioridad" de las FDI. 
Yehuda Kfir, quien anteriormente dirigió el grupo de guerra subterránea en la Dirección de Tecnología y Logística de las Fuerzas de Defensa de Israel, describió la principal estrategia de Israel para destruir la extensa red de túneles e instalaciones subterráneas de Hamás como "destruir infraestructura y edificios en la superficie para llegar a lo que hay debajo".   Las técnicas de Israel para destruir y/o sellar la infraestructura subterránea incluyeron el uso de bombas de esponja,  ataques aéreos que incluyen el empleo de armas antibúnker,  e inundarlos con agua de mar. 

## SigloXXI
Richemond-Barak analiza en su libro Underground Warfare diversos aspectos de la guerra subterránea:
- “Ha resurgido en los campos de batalla contemporáneos”
- Plantea cuestiones operativas y jurídicas singulares. Richemond-Barak sostiene que la mera existencia de un túnel que pueda cruzar una frontera es una amenaza de fuerza, mientras que un túnel transfronterizo completado es tanto una amenaza como un uso de la fuerza. Richemond-Barak afirma que un Estado puede utilizar una alegación de necesidad para destruir un túnel transfronterizo en el territorio de otro Estado (siempre que se cumplan otros requisitos, como un peligro inminente), incluso si el Estado atacante no tiene idea de quién hizo el túnel o por qué.
- La “proximidad entre túneles y zonas civiles” complicará la aplicación de los “principios legales fundamentales” Respecto a la construcción de redes de túneles como posible uso de la fuerza, existe un gran riesgo de que los Estados intensifiquen la situación. La respuesta a la construcción de un túnel transfronterizo resultará inevitablemente en daños físicos, cuando se trata de la neutralización y destrucción de los mismos, y existe una probabilidad bastante alta de que ese daño sea para los civiles o la infraestructura civil, en particular si los túneles se encuentran en zonas urbanas cercanas a una frontera. [96]